# 존 테리
존 조지 테리(영어: John George Terry, 1980년 12월 7일 ~ )는 잉글랜드의 축구 선수, 출신 축구 코치로, 현재 첼시의 유스 코치이다. 선수 시절 포지션은 센터백이다.
테리는 2005년과 2008년에 UEFA 챔피언스리그에서 지정한 최고 수비수로 뽑혔고, 2005년에 잉글랜드 선수들이 뽑은 올해의 선수상을 수상하기도 하였으며, FIFPro World XI에 2005년부터 2009년까지 5년 연속으로 선정되었다. 그는 또한 2006년 FIFA 월드컵에 올스타 멤버로 선정됐는데, 이는 잉글랜드 선수 중에서는 그가 유일했다.
2007년 테리는 주장으로서는 처음으로 웸블리 경기장에서 맨체스터 유나이티드 FC를 상대로 1-0 승리를 거둬 FA컵을 들어올렸고, 웸블리 경기장에서 브라질을 상대로 1-1 무승부를 기록한 경기에서 헤딩골로 경기장 개장 이후 치러진 국가대항전에서 첫 골을 기록한 선수이기도 하다.
하지만 2007-08 시즌 존 테리와 첼시 FC는 풋볼 리그 컵 결승에서 토트넘 홋스퍼 FC에 패하였고, 잉글랜드 프리미어리그 우승을 맨체스터 유나이티드 FC에게 내주었으며, 맨체스터 유나이티드 FC와의 UEFA 챔피언스리그 결승에서 테리가 승부차기를 실축한 끝에 패배해 도합 3개의 트로피를 눈 앞에서 놓치고 말았다. 모스크바에서의 UEFA 챔피언스리그 결승 후 팀 동료인 프랭크 램퍼드는 테리를 '남자중의 남자(a man's man)'로 묘사하였다. 또한 그는 첼시 레이디스 FC의 회장이기도 하다.

## 클럽 경력

### 청소년 경력
테리는 런던 동부의 바킹에서 태어났고 이스트버리 종합중학교을 다녔다. 테리는 런던에 위치한 선데이 리그 소속의 센랩 FC에서 축구 선수로서 처음 뛰었다. 센랩은 5~17세 사이의 어린 선수들을 15개 팀으로 나누어 운영하는데, 현재 프리미어리그 소속의 솔 캠벨, 저메인 디포, 보비 자모라, 레들리 킹, 제이로이드 새뮤얼등 많은 잉글랜드 축구 스타를 양성하였다.
테리는 10살 때 밀월 FC과 웨스트 햄 유나이티드 FC에서 유스 테스트를 받았고, 뛰어난 유스 시스템을 보유한 웨스트 햄 유나이티드 FC과 계약하였다. 그 후 첼시의 유스 시스템에 14살에 참가해 유스팀과 리저브팀에서 중앙 미드필더로 뛰었는데, 센터백 포지션의 선수가 부족하여 센터백으로 옮긴 후 지금까지 센터백으로 뛰고 있다.

### 첼시 FC

#### 초기 시즌
존 테리는 1998년 10월 28일 4-1로 이긴 아스톤 빌라 FC와의 풋볼 리그 컵 경기에서 후반 막판에 교체되어 첼시 FC에서 데뷔하였다. 첼시에서의 첫 선발 경기는 시즌 막바지의 잉글랜드 FA컵 3라운드 경기로, 올덤 애슬레틱 AFC를 상대로 2-0 승리를 한 경기이다. 존 테리는 2000년 짧은 기간 동안 노팅엄 포리스트 FC로 임대를 떠났고, 그곳에서 그는 1군 경기 경험을 쌓을 수 있었다. 그가 노팅엄 포리스트 FC에서 뛰는 동안, 수비수 영입에 £750,000를 투자하려던 그 당시 허더스필드 타운 FC의 감독인 스티브 브루스의 관심을 받기도 하였다. 첼시 FC는 그 제의를 받아들였지만, 테리는 프리미어리그에 남아 더 경험을 쌓기 위해서 그 제의를 거절하였다.
존 테리는 첼시 FC의 팀 동료인 조디 모리스와 윔블던 FC의 디 번과 함께 런던 서부의 한 나이트클럽에서 얽힌 사건에 연루되기도 하였다. 테리는 폭행 및 소란 행위로 체포되었으나 이후에 무죄로 입증되었고, 이 사건 동안 테리는 잉글랜드 축구 협회로부터 일시적으로 잉글랜드 축구 국가대표팀으로 차출되는 것을 금지당했다.
그 사건 이전인 2001년 9월에 첼시 FC의 팀 동료인 프랭크 램퍼드, 조디 모리스, 에이뒤르 그뷔드요흔센과 이전 팀 동료였던 프랭크 싱클레어와 함께 술이 취한 후 9·11 테러 직후의 여파로 슬픔에 잠긴 미국인 관광객을 조롱하여 첼시 FC로부터 2주치 주급을 벌금으로 내기도 하였다. 첼시 FC의 초기 시즌동인 테리는 앤드루 크로프츠와 짝을 이뤄 출전하였다.

#### 1군 주전
테리는 2000-01시즌부터 첼시 FC 1군에서 커리어를 쌓기 시작하였고, 선발로 23번 출전하여 '클럽의 올해의 선수'에 선정되었다. 그는 2001-02시즌 그의 발전을 계속하였고, 수비 라인의 주전 선수가 되어 당시 팀의 주장이자 프랑스 축구 국가대표팀에서 활약하던 마르셀 드사이와 짝을 이뤘다. 2001년 12월 5일 찰턴 애슬레틱 FC와의 경기에서 그는 주장으로서 경기를 소화하였다. 첼시는 런던 라이벌인 웨스트 햄 유나이티드 FC과 토트넘 홋스퍼 FC를 각각 4라운드와 6라운드 준결승에서 격파하였고, 준결승에서 역시 런던 라이벌인 풀럼 FC를 상대로 테리의 결승골로 1-0으로 승리하여 FA컵 결승에 오르게 되었다.
하지만 바이러스로 인하여 테리는 결승에서 선발 명단에 포함되지 못하였고, 후반전에 교체 출장하였으나 아스널 FC에 0-2로 패하고 말았다. 2003-04시즌을 앞두고 드사이가 팀을 떠나자, 그는 당시 팀의 감독이었던 클라우디오 라니에리에게 그의 활약상을 인정받아 주장 완장을 받게 되었다. 그는 윌리암 갈라스와 호흡을 맞추며 강력한 수비 라인을 형성하였고, 마르셀 드사이의 공백을 잘 매웠다.

#### 주장으로서 2시즌 연속 우승
마르셀 드사이가 팀을 떠난 이후 첼시 FC의 새로운 감독으로 부임한 조제 무리뉴는 테리를 클럽의 주장으로 선택하였고, 이러한 선택은 2004-05시즌 잉글랜드 축구 역사상 최소 실점과 최다 무실점 경기, 최다 승점을 기록하며 첼시 FC가 프리미어리그 우승을 차지하는데 기여하였다.
그는 전 FC 포르투 수비수인 히카르두 카르발류와 호흡을 맞추며 첼시 FC가 유럽 제일의 수비 라인을 형성하도록 하였고, 이러한 활약상과 UEFA 챔피언스리그 16강 2차전에서 FC 바르셀로나를 상대로 한 득점을 포함하여 총 8골을 기록한 것으로 인하여 테리는 '동료들이 수여하는 올해의 선수'에 선정되었다.
그 시즌에 그는 'UEFA 챔피언스리그 최고의 수비수'에 선정되었으며, 2005년 9월 그는 FIFPro 어워드에서 40여개국의 프로 선수들에 의해 World XI에 선정되었다. 첼시 FC는 2005-06시즌 승점 91점을 획득하였고, 2006년 4월 29일 맨체스터 유나이티드 FC를 상대로 3-0 승리를 거둔 경기에서 우승을 확정지으며 프리미어리그 우승 타이틀을 방어하게 되었다.

#### 2006-07 시즌
2006년 10월 14일 레딩 FC와의 경기에서 존 테리는 첼시 FC의 기존 키퍼였던 페트르 체흐와 카를로 쿠디치니가 이 게임에서 부상으로 교체됨에 따라 골키퍼 자리를 넘겨 받게 되었으며, 그는 팀의 제 3 골키퍼인 엔리케 일라리우가 입는 40번 유니폼을 입고 골문을 지켰다. 하지만 남은 경기 시간이 얼마 되지 않아 존 테리는 선방을 할 상황을 갖지 않았고, 첼시 FC는 한 골을 지켜 승리하여 존 테리는 무실점 경기를 기록하였다.
2006년 11월 5일 토트넘 홋스퍼 FC와의 경기에서 테리는 화이트 하트 레인에서 첼시 FC가 패배한 이후 처음으로 2장의 옐로카드를 받았고, 그가 첼시 FC의 선수로 뛴 이후 처음으로 퇴장을 당하였다. 경기가 끝난 이후 테리는 경기 주심이었던 그래엄 폴의 공정성에 의문을 제기해 잉글랜드 축구 협회에 부당함을 항의하였고, 2007년 1월 10일 테리는 그의 마음을 바꾸고 죄를 인정한 후 잉글랜드 축구 협회로부터 부적절한 행동으로 £10,000의 벌금을 부과받았다.
2006-07 시즌 그는 여러 번 반복되는 등 부상 재발로 몇 경기에 출전하지 못하였고, 그가 출전하지 못한 경기에서 첼시 FC는 6골을 허용하였다. 2006년 12월 26일 레딩 FC와 무승부를 기록한 경기 이후 팀의 감독인 조제 무리뉴는 테리의 문제를 해결하기 위해서는 수술이 필요하다고 언급하였고, 12월 28일 첼시 FC는 언론괴의 인터뷰에서 테리가 등 수술을 받았다고 하였다. 그 내용은 다음과 같다.
| “ | "그의 부골화된 요추 추간판 탈출증을 없애는 수술이 성공적으로 끝났다." | ” |

그는 2007년 1월 13일 위건 애슬레틱 FC와의 경기에서 팀에 복귀할 것으로 기대되었지만, 등 부상 재발로 인하여 한번 더 결장하게 되었다. 그는 2월 3일 찰턴 애슬레틱 FC와의 경기에서 팀에 복귀하였고, 2월 10일 미들즈브러 FC와의 경기에서 거의 3달여만에 풀타임을 소화하여 첼시 FC의 충성스러운 팬들로부터 박수갈채를 받았다.
2월 21일 FC 포르투와의 UEFA 챔피언스리그 16강전에서 그는 발목 부상을 당하여 아스널 FC와의 2007 풋볼 리그 컵 결승에 결장할 예정이었으나, 기한 내에 가까스로 회복하여 경기에 출전하게 되었다. 경기 후반 도중 코너킥 상황에서 그는 공을 향해 몸을 날렸고, 아스널 FC의 아부 디아비가 공을 걷어내려다 테리의 얼굴을 발로 가격하였다. 몇 분 동안 테리는 의식을 잃었고 그의 혀가 말려 들어가 기도가 막힐 위험에 놓였으나, 안드리 셰우첸코가 그의 기도를 확보해 준 뒤 아스널 FC의 팀 닥터인 게리 루인이 응급치료를 하였다. 그는 경기장에서 들것에 실려나간 뒤 즉시 웨일스 대학 병원으로 후송되었고, 치료가 성공적으로 끝난 뒤 그 날 스스로 퇴원하여 밀레니엄 경기장으로 돌아와 팀의 2-1 승리를 축하하였다.
그는 후반전을 치르기 위해 경기장에 들어온 것까지 기억하며 그가 부상당하기 10분전부터는 기억이 없다고 하였고, 사고 이후 테리는 그의 혀가 그의 기도를 막은 뒤 그를 돕기 위해 처음으로 달려가 그의 목숨을 구해준 아스널 FC의 팀닥터인 게리 루인에게 감사 의사를 표했다.
그는 벤치에서 2주를 보낸 이후, 3월 블랙번 로버스 FC와의 경기에서 팀에 복귀하였다. 그는 첼시 FC를 UEFA 챔피언스리그 4강으로 이끌어, 첼시 FC가 4년간 UEFA 챔피언스리그 4강에 3번 오르는 데 크게 기여하였다. 2007년 5월 그는 웸블리 경기장에서 열린 첫 번째 FA컵 결승에서 팀의 주장자격으로 트로피를 들어올렸다.

#### 2007-08 시즌
2006-07 시즌이 끝난 직후 받은 새로운 재계약을 받아들이지 않았지만, 테리는 몇 번의 인터뷰에서 첼시 FC를 떠나는 일은 없다고 선언하였다. 그 해 7월 말에 그는 기본적으로 £131,000에서 £135,000의 주급을 받는 조건으로 5년 재계약에 합의하였고, 그 당시 프리미어리그에서 가장 많은 주급을 받는 선수가 되었다. 그 해 8월에 프랭크 램퍼드는 테리의 주급을 능가하는 £151,000의 주급을 받는 조건으로 재계약에 합의하였고, 테리를 제치고 프리미어리그에서 가장 많은 주급을 받는 선수가 되었다.
2007년 12월 16일 아스널 FC과의 경기에서 테리가 공을 걷어내는 도중 그의 발을 에마누엘 에부에가 밟았고, 테리는 그의 발의 뼈 3개가 부러지는 고통을 겪게 되었다. 그는 적어도 3달 이상 결장할 것으로 예측되었으나, 빠르게 회복하여 1-2 패배를 당한 토트넘 홋스퍼 FC와의 2008 풋볼 리그 컵 결승에 가까스로 출전하여 주장직을 수행하게 되었다. 2008년 5월 11일 볼턴 원더러스 FC와의 시즌 마지막 경기에서 그는 골키퍼인 페트르 체흐와 충돌하였고, 팔꿈치가 부분 탈구되는 고통을 겪다가 응급차에 실려 병원으로 이송되었다.
이후 그는 부상을 극복하고 맨체스터 유나이티드 FC와의 UEFA 챔피언스리그 결승에 출전하였고, 경기는 승부차기로 이어졌다. 그러나 그와 아넬카의 실축으로 인해 맨체스터 유나이티드가 우승을 차지했다.
테리는 감정을 주체하지 못하며 빗물 속에서 눈물을 흘렸고, '존 테리의 눈물' 사건은 2007-08 시즌 프리미어리그 결산 10대 순간 1위에 선정되었다. 2008년 8월 28일 모나코에서 열린 UEFA 챔피언스리그 조별 예선 추첨식에서 그는 올해의 골키퍼상을 수상한 페트르 체흐와 올해의 미드필더상을 수상한 프랭크 램퍼드와 함께 UEFA로부터 올해의 수비수상을 수상하였다.

#### 2008-09 시즌
2008년 9월 13일 맨체스터 시티 FC와의 경기에서 테리는 조에게 심한 태클을 하여 그의 생에 첫 즉각 퇴장 처분을 받았지만, 이후 항소하여 처분이 취소되었다. 그는 수비수임에도 불구하고 첼시 FC에 AS 로마와의 2008-09시즌 UEFA 챔피언스리그 A조 홈 경기에서 골을 넣는 등 중요한 골을 성공시켜 프랭크 램파드, 디디에 드록바, 페트르 체흐와 함께 첼시 FC의 중추로 간주되며, 그는 첼시 주장으로서 데니스 와이즈보다 한 개 더 많은 7개의 트로피를 들어올렸다. 잉글랜드 출신이자 클럽 유소년 시스템을 통해 자란 그는 특히 첼시팬들에게 인기가 더 많다.

#### 2009-10 시즌
2009년 7월 맨체스터 시티 FC는 첼시 FC와 테리의 세 번의 이적 협상을 하였지만, 첼시 FC의 감독인 카를로 안첼로티는 테리가 첼시 FC에 남을 것이라고 주장하였다. 그리고 테리는 타 팀으로의 이적을 선언하지 않았다.
테리는 헐 시티 AFC를 상대로 승리한 경기로 2009-10시즌을 시작하게 되었고, 2009년 11월 8일 스탬퍼드 브리지에서 열린 맨체스터 유나이티드 FC와의 경기에서 그는 2009-10시즌의 완벽한 홈 경기 기록을 지키는 결정적인 골을 기록하기도 하였다. 그의 활약에 힘입어 첼시는 리그와 FA컵에서 우승을 거두며 역사상 최초의 더블을 달성하였다.

#### 2010-11 시즌과 2011-12 시즌
2010-11 시즌에 첼시는 부진 끝에 무관에 그쳤다. 테리도 특출난 활약을 펼치지는 못했다. 2011-12 시즌 초반에도 부진은 계속되었다. 그러나 이후 점차 안정된 플레이를 펼치기도 하였다. 2012년 12월 31일, 테리는 첼시 주장으로서 통산 400번째 경기에 출전하였다.
2012년 4월 24일, 바르셀로나와의 UEFA 챔피언스리그 2011-12 준결승 2차전에서 테리는 알렉시스 산체스를 뒤에서 가격하여 퇴장을 당했다. 팀은 총합 3-2로 결승에 진출하였지만, 테리는 다음 경기에 출장할 수 없게 되었다. 이후 그는 퇴장에 대해 사과의 뜻을 내비쳤다. 한편, 테리는 리그 마지막 경기에서 블랙번을 상대로 자신의 시즌 6호골을 기록하였다. 테리는 경기 이후 첼시 웹 사이트에 득점에 대한 기쁨을 나타내기도 하였다. 2012년 5월 19일, 테리는 챔피언스리그 결승전에 참관 자격으로 경기를 관전했으며, 팀이 승부차기 끝에 우승한 이후에 경기장에 들어가 빅 이어를 들 수 있었다.

#### 2013-14 시즌에서 2015-16 시즌까지
2014-15 시즌에는 대부분의 사람들이 테리는 노쇠화로 인해 많은 경기에 출전하지 못할 것이라고 예상했다. 하지만, 테리는 그런 예상을 깨고 첼시에 없어서는 안 될 수비수로 군림했다. 또한 테리는 잉글랜드 프리미어 리그 수비수 역사상 가장 많은 득점을 올리는 신기록을 세우기도 했다.
2015-16 시즌, 첼시는 로만의 구단 인수 이후, 최악의 부진을 겪었고, 테리 또한 기량이 하락하였다.

#### 2016-17 시즌
존 테리는 16-17 시즌을 끝으로 첼시와 결별하고, 2부 리그의 아스톤 빌라로 이적함으로써 약 20년 간의 첼시 선수 생활을 마무리하였다.
아스톤 빌라로 이적한 존 테리는 전반기 16경기 선발 출장하여 1골을 기록하는 등 괜찮은 모습을 보여주었다. 평점은 7.04로 준수한 수준.
그러나 리그 16R 셰필드 웬즈데이 FC와의 경기에서 중족골 부상으로 21분 만에 교체 아웃 당했고 경기 후 정밀 검사에서 10-12주가량의 부상을 진단받았다. 제임스 체스터와 함께 전 경기를 선발 출장하며 준수한 모습을 보여주던 찰나라 본인과 팀 모두에게 아쉬운 상황이었다. 테리의 부상 이후 주장 완장은 체스터가 차고 경기에 나섰다.
후반기가 되자 팀은 상위권으로 도약했다. 아마 플레이오프를 통해 승격팀이 정해질 듯 했지만 플레이오프 결승전에서 팀은 풀럼에게 패하여 1부 리그 승격이 좌절되었고, 존 테리는 이 경기를 끝으로 현역 은퇴하여 아스턴 빌라의 수석 코치 부임을 통해 지도자의 길을 걷게 되었다.

## 국가대표팀 경력
테리는 스티브 매클래런 감독 하에서 잉글랜드의 주장이었으며, 2003년 6월 세르비아 몬테네그로와의 경기에서 국가대표에 데뷔하였다. 2003년 8월 20일 테리는 입스위치의 포트먼 로드에서 열린 크로아티아와의 친선경기에서 처음으로 국가대표에서 풀타임을 소화하였고, 잉글랜드는 3-1로 승리하였다.
그의 주된 수비 파트너는 리오 퍼디낸드다. 그는 UEFA 유로 2004에 출전하였으며, 당시 잉글랜드 감독이었던 스벤예란 에릭손은 솔 캠벨을 제치고 테리를 팀의 제 1 센터백으로 낙점하였다. 폴란드와의 2006년 FIFA 월드컵 예선경기에서 테리는 마이클 오언이 교체되어 나가면서 잉글랜드의 주장 완장을 차게 되는 영광을 누리게 되었다.
그는 2006년 FIFA 월드컵 최종 명단에 포함되면서 국가대표팀에서의 그의 입지를 공고히 하였다. 2006년 5월 30일 헝가리와의 월드컵 대비 토너먼트 경기에서 테리는 자신의 잉글랜드 국가대표 데뷔 이후 첫 골이자 팀의 두 번째 골을 기록하였고, 잉글랜드는 3-1 승리를 거뒀다. 그는 자메이카와의 친선경기에서 부상을 당하여 많은 사람들의 우려를 낳았지만, 곧 회복되어 파라과이와의 2006년 FIFA 월드컵 조별 예선 첫 경기에서 1-0 승리를 이끌었다.
다음 경기인 트리니다드 토바고와의 경기에서 카를로스 에드워즈가 잉글랜드의 폴 로빈슨을 제치는 크로스를 올렸고 스턴 존이 헤딩하여 득점 직전까지 갔으나, 테리는 골라인에서 오버헤드킥으로 공을 걷어내었다.
그리고 에콰도르와의 16강전에서 수비적으로 좋은 모습을 보여줬고, 후반 15분 데이비드 베컴의 프리킥 결승골로 1대 0으로 승리했는데, 그는 이 경기의 맨 오브 더 매치 (Man of the match)에 선정되었다.
포르투갈과의 8강전에서 테리는 풀타임 출장하였지만 잉글랜드는 승부차기에서 패배하였고, 그는 그의 동료들과 함께 눈물을 흘리며 아쉬워했다. 6일 후, 그는 잉글랜드 선수로는 유일하게 '대회 올스타 팀'에 선정되었다.
2006년 8월 10일 스티브 매클래런은 데이비드 베컴의 뒤를 이어 존 테리를 잉글랜드 주장으로 임명하였다. 매클래런이 말하길
| “ | "팀의 주장을 선정하는 것은 감독이 해야 하는 가장 중요한 결정 중 하나이다. 나는 존 테리를 선택한 것이 옳은 결경이라 확신한다. 나는 그가 역대 잉글랜드 국가대표 주장들 중 최고라는 것을 증명할 것이라 확신한다." | ” |

테리는 잉글랜드 주장으로서의 데뷔 경기인 그리스와의 친선경기에서 경기의 첫 골이자 매클래런이 잉글랜드 감독으로 부임한 이후 팀의 첫 골을 기록하였으며, 그의 새로운 주장 완장에 키스하는 골 세레모니를 하였다. 하지만 테리가 주장으로 활약하는 동안 잉글랜드는 UEFA 유로 2008 지역 예선에서 탈락하여 1994년 FIFA 월드컵 이후 첫 메이저 대회 본선 진출에 실패하였고, 지역예선이 열라는 도중 테리는 "잉글랜드가 본선 진출에 실패한다면 모든 책임을 떠안겠다."고 하였다.
2007년 7월 1일 테리는 성인 잉글랜드 국가대표 선수로는 처음으로 웸블리 경기장에서 열린 국제 경기에서 골을 기록하였다. 그는 데이비드 베컴이 프리킥 상황에서 올린 크로스를 박스 안에서 헤딩해 골을 넣었으며, 그의 골로 브라질과 1-1로 비겼다. 약 1년 후인 2008년 5월 28일 미국과의 경기에서 그는 다시 한번 데이비드 베컴이 프리킥 상황에서 올린 크로스를 비슷하게 헤딩골로 연결하였고, 잉글랜드는 1-0 승리를 거두었다.
그 해 8월 테리는 자신이 잉글랜드 주장임을 확고히 하였고, 잉글랜드 주장으로서 2010년 FIFA 월드컵 예선에 출전하였다. 그가 영원한 잉글랜드 주장으로서 복귀한 이후 가진 첫 경기에서 그는 밀란 바로시에 의해 몹시 힘든 경기를 치렀으며, 바로시가 너무 쉽게 몸을 돌리는 것을 허용하며 체코에 첫 골을 내주게 되었고, 조 콜이 92분에 기적적으로 동점골을 뽑아내며 결국 2-2 무승부로 끝나게 되었다.
2009년 4월 1일 우크라이나와의 2010년 FIFA 월드컵 예선 경기에서 그는 상대의 프리킥 찬스를 안드리 셰우첸코가 동점골로 성공시킨 이후 후반 막판 잉글랜드 국가대표 데뷔 이후 첫 비 친선경기 골을 기록하였고, 결국 팀은 승리를 거머쥐게 되었다.
2010년 1월 30일 전 첼시 FC 동료이자 국가대표 동료인 웨인 브리지의 전 여자친구와의 불륜이 발각되면서 2월 5일 파비오 카펠로 감독에 의해 국가대표 주장직을 박탈당했으며, 그의 뒤를 이어 리오 퍼디낸드가 주장으로 선임되었고, 파비오 카펠로는 FIFA 월드컵 전까지 그가 주장 완장을 찰 일은 없을 것이라고 하였다.
2011년 3월 20일 테리는 잉글랜드 대표팀 주장에 재선임되었으나, 인종차별 논란이 불거지면서 대표팀에서의 입지가 불안해졌다. 하지만 논란을 뒤로 하고 유로2012 최종 엔트리에 포함되어 대표팀을 복귀한다.
2012년 9월 24일 테리는 국가대표 은퇴를 선언했다.

## 지도자 경력
아스톤 빌라에서 선수 생활을 마친 존 테리는 2018년부터 아스톤 빌라의 수석코치를 맡다가 2021년에 아스톤 빌라 코치직을 사임하였다.
그 후, 2019년 12월 29일(한국시간)에는 친정팀인 첼시의 유스 코칭 컨설턴트로 합류하여 유소년 육성 및 유스팀 멘토, 상담가를 맡게 되었다.

## 경력 통계

### 국가대표팀 득점
| # | 일시             | 장소          | 상대 국가  | 득점 | 결과 | 경기 형식                    |
| - | ---------------- | ------------- | ---------- | ---- | ---- | ---------------------------- |
| 1 | 2006년 5월 30일  | 영국 맨체스터 | 헝가리     | 2-0  | 3-1  | 친선경기                     |
| 2 | 2006년 8월 16일  | 영국 맨체스터 | 그리스     | 1-0  | 4-0  | 친선경기                     |
| 3 | 2007년 6월 1일   | 영국 웸블리   | 브라질     | 1-0  | 1-1  | 친선경기                     |
| 4 | 2008년 5월 28일  | 영국 웸블리   | 미국       | 1-0  | 2-0  | 친선경기                     |
| 5 | 2008년 11월 19일 | 독일 베를린   | 독일       | 2-1  | 2-1  | 친선경기                     |
| 6 | 2009년 4월 1일   | 영국 웸블리   | 우크라이나 | 2-1  | 2-1  | 2010년 FIFA 월드컵 지역 예선 |

## 사생활
테리는 어릴적 맨체스터 유나이티드 FC를 좋아했는데, 그의 아버지와 그의 할아버지가 팬이었으며 어릴적 이기는 것이 좋았기 때문이었다. 그는 실제로 알렉스 퍼거슨을 만나 사인을 받고 같이 사진을 찍기도 했다.
테리는 현재 서리주의 옥숏에 거주한다. 그와 그의 아내 토니 풀 테리는 2006년 5월 18일에 태어난 남자아이 (조지 존 테리)와 여자아이 (서머 로즈 테리)인 쌍둥이의 부모이며, 테리는 그들의 탄생을 2006년 5월 30일 헝가리와의 경기에서 골을 기록할 당시 요람 세레모니를 하며 축하하였다.
이 커플은 2007년 6월 15일 블레넘 궁전에서 결혼하였으며, 헤러즈 (영국의 홍차 브랜드) 선물 상품권을 한 매거진이 보도하게 해주는 조건으로 결혼 선물로 받았다. 결혼식이 끝난 후 이 커플은 로만 아브라모비치의 슈퍼요트 펠러로스에서 지중해를 즐기며 2주간 신혼여행을 떠났다. 그의 취미는 골프, 수영, 풋볼, 스쿼시, 다트이다.
그는 2009년에 '올해의 아버지상'을 수상하기도 하였다.
그러나 2010년 1월 30일 전 첼시 FC 동료이자 국가대표 동료인 웨인 브리지의 전 여자친구와의 불륜이 발각되면서 토니 풀 테리와의 관계 역시 얼어붙었다. 테리는 토니를 풀어주기 위해 경기를 치른 후 두바이로 찾아가 용서를 받았다. 토니 풀 테리는 둘 사이가 회복되는 데 의사의 도움이 필요하다고 말했고, 테리는 기꺼이 응했다. 한편, 이 사건으로 인하여 웨인 브리지는 국가대표 은퇴를 선언하였다. 그럼에도 불구하고 웨인 브리지에게 사과는 하지 않고 프리미어리그 2009-10 맨체스터 시티 FC와의 경기에 웨인 브리지와 악수를 하겠다고 하여 많은 비난을 샀고, 이는 웨인 브리지가 악수를 거부하면서 '존 테리의 망신'으로 이어졌다.
테리의 형인 폴 테리 또한 프로 축구 선수이며, 현재 콘퍼런스 내셔널의 러쉬든 & 다이아몬즈 FC에서 뛰고 있다.

## 스폰서십
테리는 마이클 오언과 함께 새로운 브랜드나 제품을 소개하는 엄브로 스포츠웨어 브랜드의 간판 모델이다. 그는 또한 삼성, 내션와이드 빌딩 소사이어티, 스웨덴의 베팅 회사인 스벤스카 스펠의 광고에 출연하였고, 축구 게임 시리즈인 프로 에볼루션 사커와 스폰서쉽을 맺고 있다. 영국 버전의 프로 에볼루션 사커 6에서 그는 브라질 국가대표인 아드리아누와 함께 표지 모델로 출연하였다.

## 기록

### 대회 기록
첼시 FC (1998~2017)
- 프리미어리그 : 2004-05, 2005-06, 2009-10, 2014-15, 2016-17
- EFL컵 : 2004-05, 2006-07, 2014-15
- FA컵 : 1999-00, 2006-07, 2008-09, 2009-10, 2011-12
- 커뮤니티 실드 : 2005, 2009

- UEFA 챔피언스리그 : 2011-12, 준우승 : 2007-08
- UEFA 유로파리그 : 2012-13

### 개인
- 첼시 올해의 선수 : 2000–01, 2005–06
- 프리미어리그 이 달의 선수 : 2005년 1월
- 리그컵 결승 MoM : 2005, 2015
- PFA 올해의 선수 : 2004-05
- PFA 올해의 팀 : 2003-04, 2004-05, 2005-06, 2014-15
- ESM 올해의 팀 : 2004–05, 2008–09, 2009–10
- UEFA 클럽 풋볼 어워드 : 최우수 수비수상 (2004-05, 2007-08, 2008-09)
- UEFA 올해의 팀 : 2005, 2007, 2008, 2009
- FIFPro 월드 베스트 XI : 2005, 2006, 2007, 2008, 2009
- FIFA 월드컵 올스타팀 : 2006
- PFA 세기의 팀 : 2007
- 2006년 FIFA 월드컵 MoM : vs. 에콰도르 (16강전)